# Neuflemmingen
Neuflemmingen ist ein Ortsteil der Stadt Naumburg (Saale) im Burgenlandkreis (Sachsen-Anhalt). Der Ort hat 38 Einwohner (Stand Januar 2020). Zum Ort gehörte von 1948 bis 1992 der Ortsteil Neujanisroda.

## Lage
Neuflemmingen liegt südlich von Naumburg am Beginn des Zeitzer-Altenburger-Lösshügellands, einem Ausläufer der Leipziger Tieflandbucht. Der ehemalige Ortsteil Neujanisroda wird durch die Bundesstraße 88 von Neuflemmingen getrennt.

## Geschichte
Die Gründung des Ortes geht auf das frühe 18. Jahrhundert zurück. Im Jahre 1704 wurde das Dorf Neuflemmingen erstmals urkundlich erwähnt. 1705 kaufte Georg Härtig, ein Floßmeister aus Bad Kösen, das Land, auf dem heute der Ort steht, baute einige Häuser und gründete danach den Ort. Härtig kaufte später weitere Landstücke und erweiterte den Ort. Bei Neuflemmingen befand sich damals die Landesgrenze zwischen dem Kurfürstentum Sachsen (ab 1806 Königreich Sachsen (Amt Pforta)) und dem Herzogtum Sachsen-Gotha-Altenburg (Nordteil des Kreisamts Eisenberg mit Janisroda und Heiligenkreuz).
Durch die Beschlüsse des Wiener Kongresses kam Neuflemmingen mit dem Amt Pforta zu Preußen und wurde 1816 dem Landkreis Naumburg im Regierungsbezirk Merseburg der Provinz Sachsen zugeteilt. Im Jahre 1820 hatte der Ort ca. 40 Einwohner. Im gleichen Jahr begann die Errichtung eines Zollhäuschens im Ort. Später, mit der Gründung des Deutschen Reiches im Jahre 1871 und dem Wegfall der innerdeutschen Verzollung, hatte das Gebäude ausgedient und wurde abgerissen. Das preußische Neuflemmingen grenzte bis 1826 an das Herzogtum Sachsen-Gotha-Altenburg, danach an die Exklave Camburg des Herzogtums Sachsen-Meiningen.
Um 1846 plante der damalige Gasthofbetreiber Heinrich Oettler, eine neue Windmühle nach Holländer Art zu errichten. Sie wurde am Standort einer bereits vorhandenen Bockwindmühle gebaut und 1919 wieder abgerissen. 1913 kehrte Kronprinz Wilhelm in der Gastwirtschaft des Ortes ein. Seit 1920 lag Neuflemmingen an der preußisch-thüringischen Grenze.
Nach dem Kauf größerer Flächen Land begann unter der Leitung des Architekten August Pfisterer im Jahr 1924 die Planung eines Gutshauses. Dieses sollte drei Jahre später bezugsfertig sein, zur Fertigstellung kam es aufgrund fehlender Gelder nicht. Nach Ende des Zweiten Weltkrieges wurde das Haus 1946 zur Gewinnung von Baumaterial abgetragen. Das zugehörige Land wurde bei der Bodenreform aufgeteilt. Auf dem enteigneten Land entstand die 1948 erstmals urkundlich erwähnte Neubauernsiedlung Neujanisroda.
Im April 1992 wurde Neuflemmingen nach Naumburg eingemeindet. Neujanisroda dagegen kam zu Janisroda, mit dem es am 1. Januar 2010 nach Naumburg eingemeindet wurde.

## Verkehr
Die durch den Ort führende Bundesstraße 88 zählte in der Vergangenheit zu einer der wichtigsten Handelsstraßen und führte von Leipzig nach Nürnberg.